# ホマロケファレ
ホマロケファレ (Homalocephale) は堅頭竜類に分類される恐竜の属の一つ。学名はギリシャ語の ωμαλος, homalos, "平坦な"、κεφαλή, kephalē, "頭" に由来する。白亜紀後期（およそ8000万年前）のモンゴルに生息していた。Osmólska & Maryañska(1974) で記載されたが、同時に記載されたプレノケファレ Prenocephale の幼体である可能性がある。
全長は1.8 mで、草食性。

## 形態
平たく楔形の頭蓋骨を持っており、これは他の堅頭竜類の成体では見られない特徴である（ドラコレックス・ゴヨケファレなど幼体だと考えられる化石ではよく見られる）。だが、頭蓋骨表面はかなり分厚くなっていた。
骨盤の幅はかなり広い。これに関しては、出産のためであるという仮説や、脇腹への頭突きから内臓を保護するためであるという仮説がある。また、長い後脚を持ち、素早く移動することができたと考えられる。
記載に用いられた骨格は不完全であったが、頭頂部の大きな開口部・前頭部の明瞭な縫合線・低く長い外側頭窓・大きく丸い眼窩などが特徴である。額の表面は粗く、鱗状骨の側面・後面には複数の突起があった。頭骨の縫合線が残る、頭頂部が平坦であるという幼体的な特徴を持つにもかかわらず、当時の古生物学者はこの化石を成体だと判断した。
Nick Longrich et al.(2010) によると、平坦な頭部を持つ化石は、ドーム状の頭部を持つ種の幼体であり、本種はプレノケファレの幼体だとされている。これはHorner & Goodwin(2009)によっても支持されている。